# Lycodryas inornatus
Lycodryas inornatus är en ormart som beskrevs av Boulenger 1896. Lycodryas inornatus ingår i släktet Lycodryas och familjen snokar. Inga underarter finns listade i Catalogue of Life.
Artens utbredningsområde är Madagaskar. Den lever vid öns sydvästra kustlinje. Arten vistas i låglandet och i kulliga områden. Lycodryas inornatus har torra skogar och buskskogar som habitat. Den klättrar i träd. Honor lägger ägg.
Beståndet hotas av skogens omvandling till jordbruksmark och av bränder. IUCN listar arten som sårbar (VU).